# All-Ireland Senior Football Championship 1909
L'All-Ireland Senior Football Championship 1909 fu l'edizione numero 23 del principale torneo di calcio gaelico irlandese. Kerry batté in finale Louth ottenendo il quinto trionfo della sua storia.

## All-Ireland Series

### Semifinali
| Belfast 10 ottobre 1909 | Louth | 2-13 – 0-15 | Antrim |  |

| Ennis 21 novembre 1909 | Kerry | 2-06 – 0-01 | Mayo |  |

### Finale
| Dublino 5 dicembre 1909 | Kerry | 1-09 – 0-06 | Louth | Jones' Road (16000 spett.) |